# Lewis Sperry
 (octobre 2022).
Lewis Sperry  est un homme politique américain, né à South Windsor le 23 janvier 1848 et mort à South Windsor le 22 juin 1922.

## Biographie
Enfant de Daniel Gilbert Sperry et Harriet Frances Pelton, il fréquente l'école de district et la Monson Academy, obtient son diplôme de l'Amherst College en 1873. Ayant étudié le droit, il est admis au barreau en mars 1875 et commence à exercer à Hartford.
Sperry est élu membre de la Chambre des représentants du Connecticut en 1876. Par la suite, il est élu démocrate aux cinquante-deuxième et cinquante-troisième congrès (4 mars 1891 - 3 mars 1895). 